# П'єро Умільяні
П'єро Умільяні (італ. Piero Umiliani; 17 липня 1926 — 14 лютого 2001) — італійський композитор музики до італійського кіно. Як і багато його італійських колег того часу, він писав музику до експлуатаційного кіно 1960-х і 1970-х років, охоплюючи такі жанри, як спагетті-вестерни, єврошпигунство, джалло та легке секс-кіно.

## Біографія

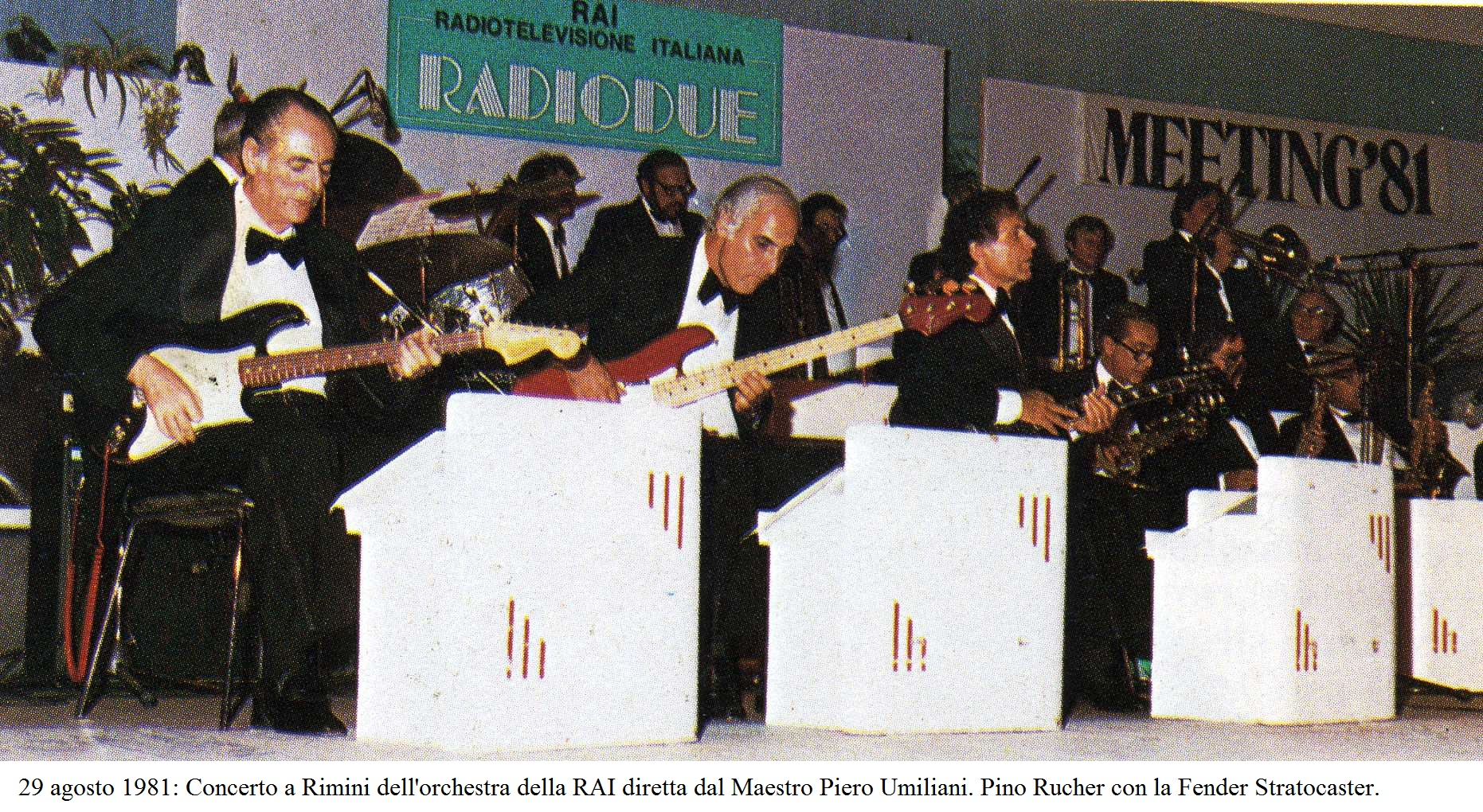
29 серпня 1981: Зустріч у Ріміні. Концерт у Ріміні оркестру Rai під керівництвом П'єро Умільяні.

Умільяні народився 17 липня 1926 року, в родині Гвідо та Елеонори Чекконі на вулиці Колуччо Салутаті, в районі Гавінана, у Флоренції, Тоскана. Навчався в класичній середній школі імені Галілео Галілея на вулиці Мартеллі, в історичному центрі столиці Тоскани. У підлітковому віці він слухав швейцарське радіо, яке часто транслювало музику Дюка Еллінгтона, чий стиль, джаз, ненавидів фашистський режим і тому був заборонений.
У 1942 році він надіслав листа до газети «Il nuovo quotidiano di Firenze», який пізніше був опублікований, та в якому він захищав і виправдовував стиль джазу, а ідеї якого викликали як критику, так і похвалу. Його хвалу висловив композитор Піппо Барзіцца, який вирішив зв'язатися з Умільяні, щоб запросити його до студії EIAR у Римі, майбутнього Rai, щоб послухати оркестр під керівництвом Барзіцца, який гратиме джазову музику. З прибуттям союзної армії до Італії Умільяні познайомився з американськими солдатами та разом з іншими своїми друзями створив Quintetto Stella, з яким грав як піаніст у клубах, які відвідували ті солдати.
Ці ранні музичні заняття спонукали його до вступу до консерваторії у Флоренції. 1952 року він закінчив навчання за спеціальністю контрапункт і фуга. Завдяки постійним виступам з такими музикантами, як Франческо Феррарі та вищезгаданий Піппо Барзіцца, Умільяні незабаром став відомою фігурою в італійському джазовому світі. У цей період він також співпрацював з Джанні Бассо, Оскаром Вальдамбріні та Джилом Куппіні. На початку 1950-х років він також почав писати музику і грати в клубах Мілана та Флоренції. 1955 року він вирішив переїхати до Риму, де заснував джазовий октет і між 1955 і 1956 роками записав кілька платівок разом зі співаком Ріно Лоддо. У зв'язку з фестивалем у Неаполі 1956 року Умільяні вирішив записати традиційну неаполітанську музичну класику в аранжуванні у стилі диксиленду, і його альбом «Dixieland in Naples» вийшов на лейблі RCA Italiana. Успіх цього альбому дозволив йому взяти участь у двох вечорах Міжнародного джазового фестивалю в Сан-Ремо в 1958 році. Того ж року режисер Маріо Монічеллі доручив йому написати музику до фільму «Зловмисники, як завжди, залишилися невідомими» / «I soliti ignoti» (1958), яку Умільяні створив за кілька днів. Успіх фільму означав, що Умільяні увійшов у світ саундтреків до фільмів. Наступного року він також став музичним керівником телепрограми Il Mattatore разом з Вітторіо Ґассманом. Співпраця з RAI продовжилася, і на початку 1960-х років йому довірили вести кілька телевізійних програм, присвячених джазу. У цей період він також розпочав свою діяльність як композитор музики до кінофільмів. 1960 року він співпрацював з П'єром Паоло Пазоліні, який відповідав за тексти, над написанням музики до Valzer della toppa, пісні, яку прославила Лаура Бетті, з якою Умільяні записав альбом, а пізніше також виконувала Габріелла Феррі.
Великим переломом став 1968 рік, коли режисер Луїджі Скаттіні попросив Умільяні написати саундтрек до фільму «Швеція: пекло та рай», документального фільму про Швецію 1968 року, знятому компанією Mondo. Створюючи музику для цього фільму, Умільяні також створив відому пісню «Mah Nà Mah Nà» (1968), яка спочатку називалася Viva la sauna sud, з якою він досяг світового успіху завдяки численним використанням у міжнародних телевізійних програмах. Це був другорядний сингл у чартах Billboard (провівши 6 тижнів у чарті Billboard і досягнувши 55-го місця, а також 22-го місця в Канаді), популяризований на «The Red Skelton Show», яке вперше вийшло в ефір у жовтні 1969 року, і «Маппет-шоу», які зробили кавер-версію пісні кілька разів; починаючи з епізоду 0014 «Вулиця Сезам» 27 листопада 1969 року, потім «Шоу Еда Саллівана» трьома днями пізніше, і знову в синдикованому серіалі «Маппет-шоу» у 1977 році. Трек також став хітом у Великій Британії, досягнувши 8 місця в британському хіт-параді синглів у травні 1977 року. Подальша зміна відбулася 27 грудня 1968 року, коли Умільяні вирішив купити приміщення в Римі, яке він перетворив на особисту студію звукозапису, яка отримала назву Sound Work-Shop Studio, черпаючи натхнення з відомішої Radiophonic Workshop BBC. У цій студії він створив і записав майже всі альбоми та саундтреки наступних років, одночасно присвятивши себе створенню альбомів, призначених для ринку саундтреків до програм Rai та документальних фільмів.
Серед інших творів Умільяні музика до фільмів: «Син Джанго», «Оргазм», «Закон гангстера», «Блондинка – приманка для вбивці», «П'ять ляльок для серпневого місяця», «Баба Яга», «Раб» і «Sex Pot». Його оркестрова партитура «Arrivano I Marines» для комедії «Двоє моряків і генерал» 1966 року про двох солдатів морської піхоти США в Італії використовується в серіалі «Бронетанкові вояки» як «Марш червоних плечей».
Його композиція «Crepuscolo Sul Mare» пізніше була використана у фільмі «Дванадцять друзів Оушена». Зовсім недавно його композиція «Echi Della Natura» була включена в саундтрек до фільму Ашіма Ахлувалиї «Міс Любов» 2012 року.
Окрім музики до фільмів, Умільяні разом з Алессандро Алессандроні заснував рок-гурт Braen's Machine.
Умільяні помер у Римі в лютому 2001 року у віці 74 років.

## Вибрана фільмографія
Умільяні відомий у всьому світі тим, що написав понад 150 саундтреків до фільмів; його перша робота датується 1954 роком, коли його попросили написати музику для документального фільму братів Тавіані.
| Рік  | Фільм                                            | Режисер                | Сінгл                                                                                         | Цифровий випуск                             |
| ---- | ------------------------------------------------ | ---------------------- | --------------------------------------------------------------------------------------------- | ------------------------------------------- |
| 1958 | Зловмисники, як завжди, залишилися невідомими    | Маріо Монічеллі        |                                                                                               |                                             |
| 1958 | Ciao, ciao bambina! (Piove)                      | Серджіо Гріко          |                                                                                               |                                             |
| 1959 | Зухвалий наскок невідомих зловмисників           | Нанні Лой              |                                                                                               |                                             |
| 1961 | On The Tiger's Back                              |                        |                                                                                               |                                             |
| 1963 | Omicron                                          | Уго Грегоретті         |                                                                                               |                                             |
| 1964 | Ercole, Sansone, Maciste e Ursus gli invincibili |                        |                                                                                               |                                             |
| 1964 | Найпрекрасніші шахрайства у світі                | Клод Шаброль           |                                                                                               |                                             |
| 1965 | La Celestina P… R…                               |                        |                                                                                               |                                             |
| 1965 | Sons of the Leopard                              | Серджо Корбуччі        |                                                                                               |                                             |
| 1965 | Agent 3S3: Passport to Hell                      | Серджіо Солліма        |                                                                                               |                                             |
| 1965 | The Dreamer                                      |                        |                                                                                               |                                             |
| 1965 | Agente X 1-7 operazione Oceano                   | Таніо Бочча            |                                                                                               | Beat Records / BCM 9525 / 2013              |
| 1965 | Operation Poker                                  | Освальдо Чивірані      |                                                                                               | Beat Records / CDCR 116 / 2012              |
| 1966 | Agent 3S3, Massacre in the Sun                   |                        |                                                                                               |                                             |
| 1966 | Target Goldseven                                 |                        |                                                                                               |                                             |
| 1966 | Ring Around the World                            |                        |                                                                                               |                                             |
| 1966 | Due mafiosi contro Al Capone                     |                        |                                                                                               |                                             |
| 1966 | Requiem for a Secret Agent                       | Серджіо Солліма        |                                                                                               | GDM / CD CLUB 7004 / 2001                   |
| 1966 | Blockhead                                        |                        |                                                                                               |                                             |
| 1966 | Двоє моряків і генерал                           |                        |                                                                                               |                                             |
| 1966 | Nero                                             | Джованні Венто         |                                                                                               | CAM / Digital / 2022                        |
| 1967 | The bridge of Asia                               | Коррадо Софія          |                                                                                               | CAM / Digital / 2021                        |
| 1967 | Blueprint for a Massacre                         |                        |                                                                                               |                                             |
| 1967 | Argoman the Fantastic Superman                   |                        |                                                                                               |                                             |
| 1967 | Lotus Flowers for Miss Quon                      |                        |                                                                                               |                                             |
| 1967 | Son of Django                                    |                        |                                                                                               | GDM / GDM 4124 / 2009                       |
| 1967 | Last of the Badmen                               |                        |                                                                                               |                                             |
| 1967 | I barbieri di Sicilia                            |                        |                                                                                               |                                             |
| 1968 | Il marchio di Kriminal                           |                        |                                                                                               | Beat Records / CDCR 107 / 2013              |
| 1968 | Chrysanthemums for a Bunch of Swine              | Серджіо Пасторе        |                                                                                               | Beat Records / BCM 9510 / 2012              |
| 1968 | Швеція: пекло та рай                             | Луїджі Скаттіні        |                                                                                               | Digibeat / DGBT001 / 2014                   |
| 1969 | Orgasmo                                          | Умберто Ленці          |                                                                                               | Quartet Records / QR482 / 2022              |
| 1969 | The Archangel                                    | Джорджіо Капітані      |                                                                                               | Rambling Records / RBCP-2949 / 2015         |
| 1969 | Gangster's Law                                   | Сіро Марчелліні        | «Crepuscolo Sul Mare»                                                                         |                                             |
| 1969 | Witchcraft '70                                   | Луїджі Скаттіні        |                                                                                               | Easy Tempo / ET 903 CD / 1997               |
| 1969 | Блондинка – приманка для вбивці                  | Харольд Філіп          |                                                                                               | Cinevox / CD MDF 344 / 2001                 |
| 1970 | П'ять ляльок для серпневого місяця               | Маріо Бава             | Cinevox / BX MDF 149: Cinque Bambole (Versione Coro) / Ti Risveglierai Con Me (Versione Film) | Cinevox / CD MDF 636 / 2009                 |
| 1970 | A Quiet Place to Kill                            | Умберто Ленці          |                                                                                               | Quartet Records / QR482 / 2022              |
| 1970 | Дон Франко і Дон Чіччо у рік суперечок           | Маріно Джіроламі       |                                                                                               |                                             |
| 1970 | Roy Colt and Winchester Jack                     | Mario Bava             |                                                                                               | Cinevox / CD MDF 331 / 2000                 |
| 1970 | Thou Shalt Not Covet Thy Fifth Floor Neighbour   | Рамон Фернандес        |                                                                                               | Quartet Records / QR511 / 2023              |
| 1971 | Paesaggi                                         |                        |                                                                                               | Four Flies Records / FLIES52CD / 2022       |
| 1971 | Vengeance Is a Dish Served Cold                  | Паскуале Сквітьєрі     |                                                                                               |                                             |
| 1971 | To-Day's Sound                                   |                        |                                                                                               | Beat Records / DDJ05S / 2014                |
| 1972 | History and Prehistory                           |                        |                                                                                               | Kronos Records / KRONGOLD042 / 2022         |
| 1972 | Il Mondo Dei Romani                              |                        |                                                                                               | Beat Records / DDJ06S / 2014                |
| 1972 | Sex of Their Bodies                              | Луїджі Скаттіні        |                                                                                               |                                             |
| 1973 | La Ragazza Fuoristrada                           | Луїджі Скаттіні        |                                                                                               | Schema / SCEB922CD / 2015                   |
| 1973 | Baba Yaga                                        | Коррадо Фаріна         | Four Flies Records / FLIES 45-06: Open Space (4:16) / Slogan (4:10)                           |                                             |
| 1973 | The Slave                                        | Джорджіо Капітані      |                                                                                               | Beat Records / CDCR 143 / 2020              |
| 1974 | Гувернантка                                      | Джованні Грімальді     |                                                                                               |                                             |
| 1974 | The Body                                         | Луїджі Скаттіні        |                                                                                               | Schema / SCEB923CD / 2015                   |
| 1974 | Blood River                                      | Джанфранко Бальданелло |                                                                                               | Cometa Edizioni Musicali / CMT 10010 / 2010 |
| 1974 | Il domestico                                     | Луїджі Філіппо Д'Аміко |                                                                                               |                                             |
| 1975 | Sex Pot                                          | Джорджіо Капітані      |                                                                                               |                                             |
| 1975 | Paesi Balcani                                    |                        |                                                                                               | CAM / Digital / 2022                        |
| 1975 | Учителька                                        | Нандо_Чічеро           |                                                                                               | Digitmovies / CDDM282 / 2016                |
| 1976 | Eva Nera                                         | Джо д'Амато            |                                                                                               |                                             |
| 1977 | Twilight of Love                                 | Луїджі Скаттіні        |                                                                                               |                                             |
| 1977 | Хліб, масло і варення                            | Джорджіо Капітані      |                                                                                               |                                             |
| 1978 | Blue Nude                                        | Луїджі Скаттіні        |                                                                                               | Beat Records / DDJ035 / 2014                |
| 1979 | Lobster for Breakfast                            | Джорджіо Капітані      |                                                                                               | Kronos Records / KRONCD003 / 2010           |
| 1980 | I Hate Blondes                                   | Джорджіо Капітаніi     |                                                                                               |                                             |
| 1981 | There Is a Ghost in My Bed                       | Луїджі Скаттіні        |                                                                                               | Beat Records / DDJ14DLX / 2017              |
| 1981 | Teste di quoio                                   | Джорджіо Капітані      |                                                                                               | Beat Records / CDPS16 / 2019                |
| 1981 | Quando la coppia scoppia                         | Джорджіо Капітані      |                                                                                               | Beat Records / DDJ050 / 2019                |
| 1982 | Vai Avanti Tu Che Mi Vien Da Ridere              | Джорджіо Капітані      |                                                                                               | Beat Records / DDJ14DLX / 2017              |

## Дискографія
Студійні альбоми
- 1962 — Boccaccio '70
- 1962 — Smog
- 1962 — Caratteristici
- 1962 — Ballabili
- 1963 — I piaceri proibiti
- 1963 — Il paradiso dell'uomo
- 1963 — Mondo matto al neon
- 1963 — 40 anni di jazz in Italia
- 1964 — Intrigo a Los Angeles
- 1964 — Il Dono del Nilo
- 1964 — Bianco, Rosso, Giallo
- 1964 — Comica Finale
- 1964 — Musica per due
- 1964 — Arie antiche
- 1965 — Una bella grinta
- 1967 — Commenti Musicali: Jazz
- 1967 — Jazz dall'Italia n. 1
- 1967 — Gli Italiani e l'Industria
- 1967 — Il Ponte dell'Asia
- 1967 — Jazz dall'Italia n. 2
- 1967 — La Consolazione della Pietra
- 1967 — La Buona Stagione
- 1968 — Effetti musicali
- 1968 — Preistoria
- 1968 — Playtime
- 1968 — I classici del mare
- 1968 — Charlottiana
- 1968 — Laura Betti con l'orchestra di Piero Umiliani
- 1968 — La Morte bussa due volte
- 1968 — Svezia inferno e paradiso (Omicron, LPM 0014)
- 1968 — Psichedelica
- 1969 — La legge dei Gangsters
- 1969 — Fischiando in beat
- 1969 — Angeli bianchi… angeli neri (Omicron, LPS 0017)
- 1969 — Al cinema con Piero Umiliani
- 1970 — Musiche per commento (Record TV Discografica, RT 14)
- 1970 — Musiche per commento (Record TV Discografica, RT 15)
- 1970 — Musiche per commento (Record TV Discografica, RT 31)
- 1970 — 5 bambole per la luna d'agosto
- 1970 — Le isole dell'amore (Cinevox Record, MDF 33/42)
- 1971 — Questo sporco mondo meraviglioso
- 1971 — Comica n.2
- 1971 — Paesaggi (Liuto Records, LRS 0042)
- 1971 — Marce e marcette
- 1971 — Underground
- 1971 — Africa
- 1971 — Roma
- 1971 — Bertoldo e Bertoldino
- 1972 — Il mondo dei romani
- 1972 — Servizio speciale
- 1972 — Switched on Naples
- 1972 — La ragazza dalla pelle di luna (Omicron, LPS 0024)
- 1972 — Mille e una Sera
- 1972 — L'uomo nello spazio
- 1972 — Arie romantiche e descrittive
- 1972 — Polinesia
- 1972 — Paesi balcanici
- 1972 — Storia e preistoria
- 1972 — Musica dell'era tecnologica
- 1972 — Percussioni ed effetti speciali
- 1972 — Guerra e distruzione
- 1972 — Suspense
- 1972 — Mosaico
- 1972 — Le canzoni di Firenze
- 1973 — To-Day's Sounds (Liuto Records, LRS 0053-0054)
- 1973 — Temi ritmici e dinamici (Liuto Records, LRS 0055)
- 1973 — Problemi d'oggi (Liuto Records, LRS 0056)
- 1973 — La ragazza fuoristrada (Liuto Records, LRS 0057)
- 1973 — La schiava io ce l'ho e tu no
- 1973 — The Folk Group
- 1973 — Il corpo
- 1974 — Jazz a confronto vol. 35
- 1974 — 10 Bianchi Uccisi da un Piccolo Indiano
- 1974 — PianoFender Blues
- 1974 — Nuove arie romantiche
- 1974 — Musica classica per l'uomo d'oggi
- 1974 — Mondo inquieto
- 1974 — Week-End
- 1974 — Golden Memories
- 1975 — Il fidanzamento
- 1975 — Relax
- 1975 — Continente nero
- 1975 — Genti e paesi del mondo
- 1975 — Mille e una Sera IIa ed.
- 1975 — Atmospheres
- 1975 — Bon Voyage!!!
- 1975 — Hard Rhythms and Soft Melodies
- 1976 — Temi descrittivi per singolo complesso
- 1976 — L'uomo e la città
- 1976 — Chitarra classica
- 1976 — Omaggio ad Einstein
- 1976 — Tra scienza e fantascienza
- 1976 — Drammi e speranze
- 1977 — Due temi con variazioni
- 1978 — Motivi allegri e distensivi
- 1978 — Discomusic
- 1978 — Gli archi raccontano
- 1979 — Aragosta a colazione
- 1979 — Tensione
- 1979 — News! News! News!
- 1979 — Album di viaggio
- 1979 — Film concerto
- 1979 — Panorama italiano
- 1980 — Il pianino del cinema muto
- 1981 — Bollenti spiriti
- 1981 — Fascismo e dintorni
- 1981 — Aria di paese
- 1981 — Double Face
- 1982 — Suspence elettronica
- 1982 — Lunapark
- 1982 — Medioevo e rinascimento
- 1991 — Umiliani Jazz Family (Liuto Records, LRS 0063/6)

Сингли
- 1955 — Via delle rose / Nuvola (con Rino Loddo)
- 1955 — Valle del Vibonese / Chitarra stanca (con Rino Loddo)
- 1955 — My Love / Cielo rosso (con Rino Loddo)
- 1955 — Serenata dal mare / Signorina di Sardegna (con Rino Loddo)
- 1956 — Il Trenino del destino / È bello (con Rino Loddo)
- 1956 — Sogni d'oro / Parole e musica (con Rino Loddo)
- 1959 — Lì per lì / Avevamo la stessa età (RCA Italiana, 45N 0781; con Teddy Reno)
- 1959 — Concertino / Sei nata per essere adorata (RCA Italiana, 45CP-11; con il Quartetto Due + Due)
- 1959 — Giocando alla roulotte / You're the Gal (Juke Box, JN 1817; con Joe Sentieri)
- 1962 — Dribbling / Ieri e domani
- 1969 — Mah-nà mah-nà / You Tried to Warn Me (Ariel Records, AR 500)

Мініальбоми
- 1958 — Sottofondi musicali n. 2 (RCA Italiana, EPA 30-281; con Angelo Brigada)
- 1958 — Sottofondi musicali n. 3 (RCA Italiana, EPA 30-282)
- 1958 — Sanremo 1958 (RCA Italiana, A72V-0229; con Nilla Pizzi e Marcello De Martino)
- 1958 — Paolo Bacilieri alla TV (RCA Italiana, EPA 30-245; con Paolo Bacilieri e Marcello de Martino)
- 1958 — Resta Cu' Mme (RCA Italiana, EPA 30-278; con Caprice Chantale Maurizio Arena)
- 1958 — Addio mia bella signora (RCA Italiana, A72V-0188; con Elio Mauro)
- 1958 — Paola Orlandi e Piero Umiliani (RCA Italiana, A72V-0209)
- 1958 — La commedia è finita (RCA Italiana, A72V-0220; con Laura Betti)
- 1958 — Tu ce l'hai la Mamma (RCA Italiana, A72V-0221; con Elio Mauro)
- 1958 — Colonna sonora (RCA Italiana, EPA 30-284)
- 1958 — Ricordate? Quel motivetto (RCA Italiana, EPA 10014-1, 2 e 3)
- 1959 — Sanremo '59 (RCA Italiana, EPA 10038-1; con Teddy Reno)
- 1959 — Piero Umiliani e il suo complesso (RCA Italiana, EPA 30-343)
- 1998 — Piero Umiliani — Bob e Hellen (Easy Tempo, MET 601-12)

## Вшанування пам'яті

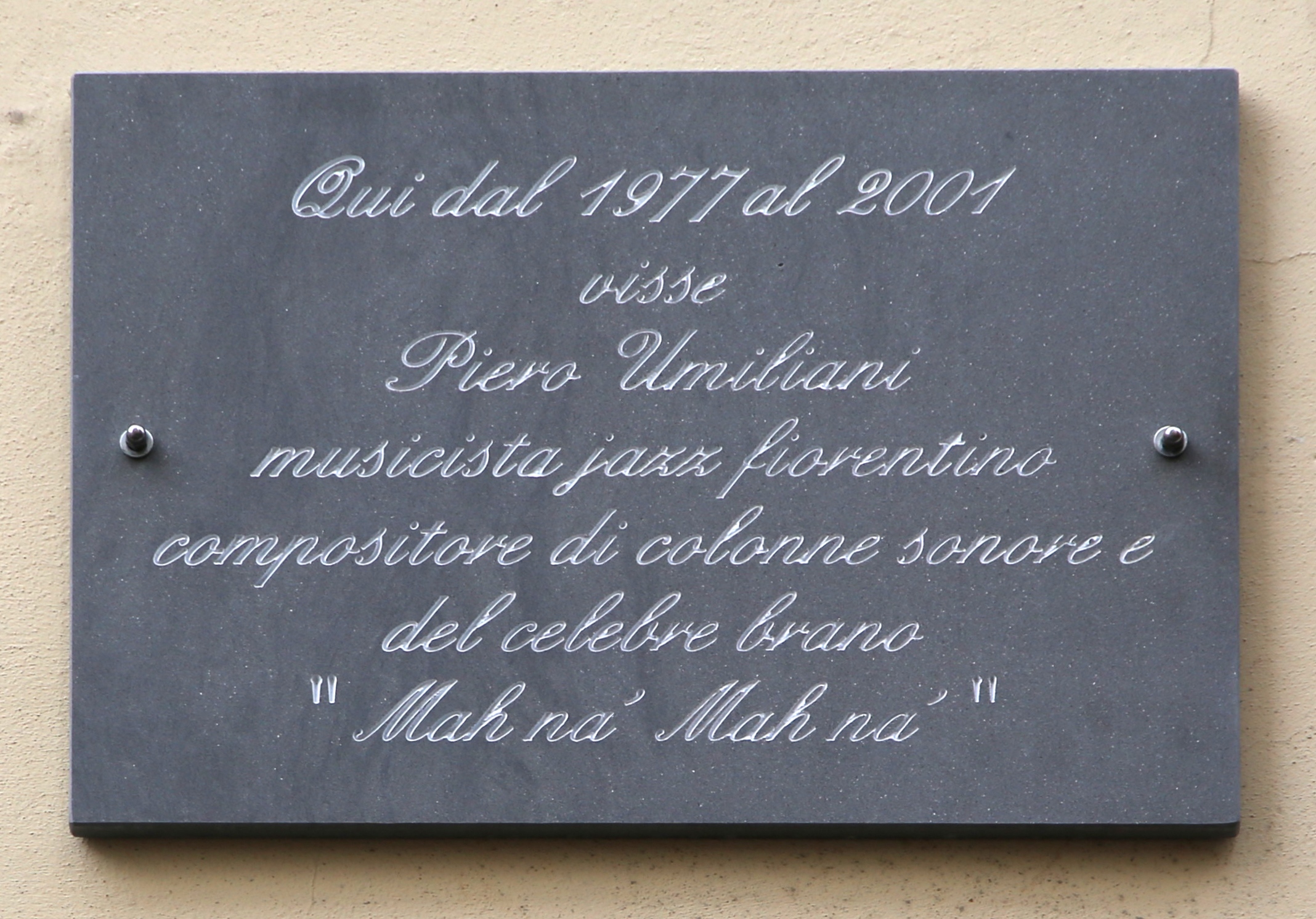
Дошка Дошка П'єро Умільяні на вулиці Ваккереччіа 3 у Флоренції.

15 вересня 2021 року, у двадцяту річницю його смерті, за участі муніципалітету Флоренції та в присутності членів його родини, на його флорентійській резиденції на віа Ваккеречча, 3, було відкрито меморіальну дошку.
У 2022 році на 40-му Туринському кінофестивалі був представлений документальний фільм «Дотик П'єро — тисяча життів П'єро Уміліані» («Il tocco di Piero — Le mille vite di Piero Umiliani»), знятий режисером Массімо Мартеллою, в якому кар'єра Уміліані простежується за допомогою сім'ї та друзів, таких як Елізабетта та Алессандра Умільяні, Стефанія Боффа ін Умільяні, Даріо Сальваторі, Вінченцо Молліка, П'єрпаоло Де Санктіс, Лука Сапіо, Едда Дель Орсо, Джованні Томмазо, Джедже Мунарі, і Сильвано Чіменті. У документальному фільмі джазові партії повторює квінтет Енріко П'єранунці, а саундтреки — Calibro 35 у супроводі вокалу Серени Альтавілли.